# محمدعلی شجاعی (سیاستمدار)
محمدعلی شجاعی سیاستمدار مستقل ایرانی،  می‌باشد. وی استاندار خراسان شمالی در دولت دوازدهم و رئیس سازمان امور اراضی کشور نیز بوده‌است.

## تحصیلات
محمدعلی شجاعی دانش‌آموخته کارشناسی ارشد مهندسی محیط زیست گرایش مدیریت و برنامه‌ریزی از دانشگاه تهران و دارای مدرک دکتری رشته جغرافیا گرایش برنامه‌ریزی شهری است.

## سوابق
محمدعلی شجاعی، استاندار خراسان شمالی، سرپرست استانداری اصفهان، معاون هماهنگی امور اقتصادی استانداری اصفهان، معاون برنامه‌ریزی و پشتیبانی پژوهشکده سازمان شهرداری‌ها و دهیاری‌های کشور بوده‌است.